# Eufloria
Eufloria (antes conhecido como Dyson) é um jogo eletrônico de estratégia em tempo real desenvolvido pelos produtores indie Alex May, Rudolf Kremers e Brian Grainger. O jogo foi intitulado pela hipótese da Árvore de Dyson, por Freeman Dyson, a qual diz que uma planta de árvore pode crescer em um cometa.